# 파우스토 베란치오

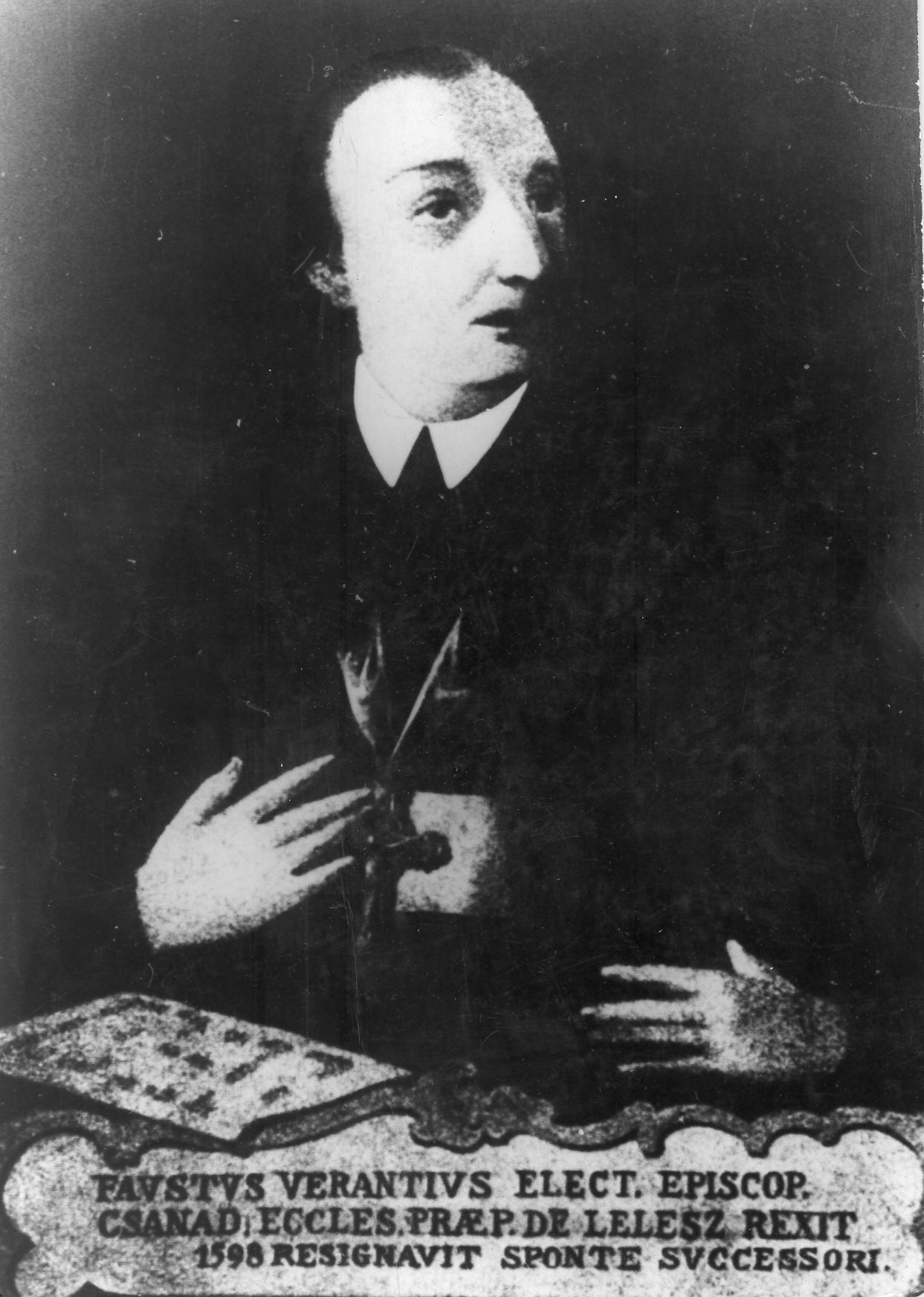
파우스토 베란치오

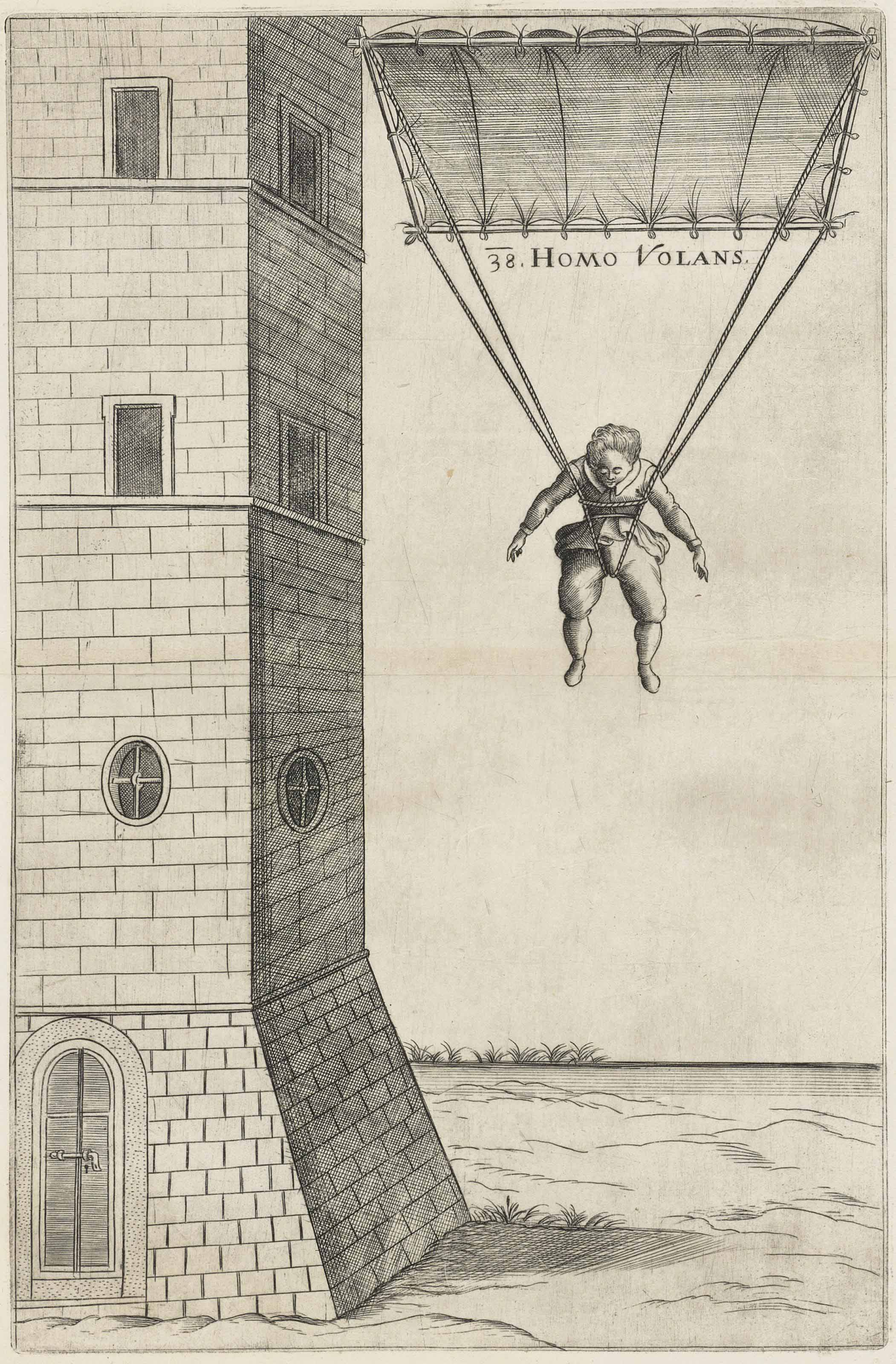
파우스토 베란치오가 고안한 낙하산

파우스토 베란치오(이탈리아어: Fausto Veranzio, 라틴어: Faustus Verantius 파우스투스 베란티우스[*], 헝가리어: Verancsics Faustus 베런치치 퍼우슈투시[*], 크로아티아어: Faust Vrančić 파우스트 브란치치, 1551년 - 1617년 1월 17일)는 르네상스 시대 베네치아 공화국의 박식가이자 주교이다.

## 생애
파우스토 베란치오는 오늘날 크로아티아에 속하는 시베니크의 귀족 가문에서 태어났다. 그의 삼촌 안토니오 베란치오는 에스테르곰의 대주교이자 외교관이었으며 에라스무스, 필리프 멜란히톤, 니콜라 슈비크 지린스키 등과 교분을 맺고 있었다. 파우스토 베란치오는 삼촌을 따라 베네치아로 이주하였다.
파우스토 베란치오는 어린시절부터 과학에 흥미를 보였고, 파도바에서 대학을 다니면서 법학, 물리학, 공학 등을 공부하였다. 대학을 마친 뒤 루돌프 2세가 있는 프라하의 흐라차니 성에서 헝가리와 트란실바니아를 담당하는 공무원이 되었고, 이 때 요하네스 케플러, 티코 브라헤 등과 만나게 되었다.
파우스토 베란치오는 1598년 아내가 사망하자 차나드의 주교(라틴어: Episcŏpus Csanadiensis)가 되어 헝가리로 갔고, 1609년 베네치아로 귀환하여 타르수스의 성 바오로 수도회에 들어갔다. 파우스토 베란치오는 1617년 사망하여 가족의 영지와 가까운 달마시아 지역에 묻혔다.